# Danny Schayes
Daniel Leslie « Danny » Schayes, né le 10 mai 1959 à Syracuse dans l'État de New York, est un ancien joueur américain de basket-ball. Il évolue durant sa carrière au poste de pivot au sein de la National Basketball Association (NBA), durant 18 saisons. Il est le fils de l'ancien basketteur Dolph Schayes.

## Carrière
Il est sélectionné au premier tour, en 13e position par le Jazz de l'Utah, lors de la draft 1981 de la NBA, après avoir fréquenté et joué pour l'Orange de Syracuse au niveau universitaire.
Après deux saisons disputées sous les couleurs du Jazz, il joue pour plusieurs franchises, notamment les Nuggets de Denver, avec laquelle il établit ses meilleurs saisons statistiques. La saison 1987-1988 est sa meilleure saison sur le plan individuel avec 13,9 points et 8,2 rebonds par match. Durant les playoffs 1988, il enregistre même 16,4 points et 7,2 rebonds par match.
Il prend sa retraite après la saison 1998-1999, réduite en nombre de matchs par le lock-out de la NBA, sous le maillot du Magic d'Orlando. Il va tout de même signer un contrat avec les Timberwolves du Minnesota pour la saison suivante, mais ne joue aucun match en raison de blessures et est libéré durant la saison. 
Durant ses 18 saisons disputées dans la ligue, il enregistre des moyennes de 7,7 points et 5 rebonds par match, avec un total de 1 138 matchs joués.

## Statistiques
en gras = ses meilleurs statistiques

### Saison régulière
| Saison   | Équipe      | Matchs | Titul. | Min./m | % Tir | % 3pts | % LF | Rbds/m. | Pass/m. | Int/m. | Ctr/m. | Pts/m. |
| -------- | ----------- | ------ | ------ | ------ | ----- | ------ | ---- | ------- | ------- | ------ | ------ | ------ |
| 1981-82  | Utah        | 82     | 20     | 19.8   | .481  | .000   | .757 | 5.2     | 1.8     | 0.6    | 0.9    | 7.9    |
| 1982-83  | Utah        | 50     | 50     | 32.8   | .449  | .000   | .805 | 9.0     | 3.3     | 0.8    | 1.4    | 12.4   |
| 1982-83  | Denver      | 32     | 0      | 20.2   | .472  | .000   | .710 | 5.8     | 1.3     | 0.5    | 0.9    | 9.2    |
| 1983-84  | Denver      | 82     | 15     | 17.3   | .493  | .000   | .790 | 5.3     | 1.1     | 0.4    | 0.7    | 7.1    |
| 1984-85  | Denver      | 56     | 0      | 9.7    | .465  | .000   | .814 | 2.6     | 0.7     | 0.4    | 0.4    | 3.6    |
| 1985-86  | Denver      | 80     | 13     | 20.7   | .502  | .000   | .777 | 5.5     | 1.0     | 0.5    | 0.8    | 8.2    |
| 1986-87  | Denver      | 76     | 41     | 20.5   | .519  | .000   | .779 | 5.0     | 1.1     | 0.3    | 1.0    | 8.5    |
| 1987-88  | Denver      | 81     | 74     | 26.7   | .540  | .000   | .836 | 8.2     | 1.3     | 0.8    | 1.1    | 13.9   |
| 1988-89  | Denver      | 76     | 64     | 25.2   | .522  | .333   | .826 | 6.6     | 1.4     | 0.6    | 1.1    | 12.8   |
| 1989-90  | Denver      | 53     | 22     | 22.5   | .494  | .000   | .852 | 6.5     | 1.2     | 0.8    | 0.8    | 10.4   |
| 1990-91  | Milwaukee   | 82     | 38     | 27.2   | .499  | .000   | .835 | 6.5     | 1.2     | 0.7    | 0.7    | 10.8   |
| 1991-92  | Milwaukee   | 43     | 4      | 16.9   | .417  | .000   | .771 | 3.9     | 0.8     | 0.4    | 0.4    | 5.6    |
| 1992-93  | Milwaukee   | 70     | 7      | 16.1   | .399  | .000   | .818 | 3.6     | 1.1     | 0.5    | 0.5    | 4.6    |
| 1993-94  | Milwaukee   | 23     | 6      | 10.0   | .304  | .000   | .955 | 2.0     | 0.2     | 0.2    | 0.3    | 2.1    |
| 1993-94  | L.A. Lakers | 13     | 0      | 10.2   | .368  | .000   | .800 | 2.6     | 0.6     | 0.4    | 0.2    | 2.8    |
| 1994-95  | Phoenix     | 69     | 27     | 11.9   | .508  | .1000  | .725 | 3.0     | 1.3     | 0.3    | 0.5    | 4.4    |
| 1995-96  | Miami       | 32     | 6      | 12.5   | .340  | .000   | .804 | 2.8     | 0.3     | 0.3    | 0.5    | 3.2    |
| 1996-97  | Orlando     | 45     | 6      | 12.0   | .392  | .000   | .750 | 2.8     | 0.3     | 0.3    | 0.4    | 3.0    |
| 1997-98  | Orlando     | 74     | 33     | 17.2   | .418  | .000   | .807 | 3.3     | 0.6     | 0.5    | 0.4    | 5.5    |
| 1998-99  | Orlando     | 19     | 1      | 7.5    | .379  | .000   | .750 | 0.7     | 0.2     | 0.1    | 0.1    | 1.5    |
| Carrière | Carrière    | 1138   | 427    | 19.3   | .481  | .133   | .806 | 5.0     | 1.1     | 0.5    | 0.7    | 7.7    |

### Playoffs
| Saison   | Équipe    | Matchs | Titul. | Min./m | % Tir | % 3pts | % LF  | Rbds/m. | Pass/m. | Int/m. | Ctr/m. | Pts/m. |
| -------- | --------- | ------ | ------ | ------ | ----- | ------ | ----- | ------- | ------- | ------ | ------ | ------ |
| 1983     | Denver    | 8      | 0      | 20.4   | .488  | .000   | .1000 | 5.0     | 1.8     | 0.3    | 0.6    | 7.1    |
| 1984     | Denver    | 5      | 0      | 16.2   | .611  | .000   | .750  | 4.8     | 0.8     | 0.8    | 0.6    | 5.6    |
| 1985     | Denver    | 9      | 0      | 13.1   | .423  | .000   | .700  | 3.3     | 1.3     | 0.3    | 0.3    | 4.0    |
| 1986     | Denver    | 10     | 6      | 29.5   | .535  | .000   | .800  | 8.2     | 0.9     | 0.4    | 1.7    | 11.6   |
| 1987     | Denver    | 3      | 0      | 25.0   | .706  | .000   | .667  | 5.7     | 0.7     | 0.3    | 0.7    | 10.0   |
| 1988     | Denver    | 11     | 11     | 28.5   | .625  | .000   | .843  | 7.2     | 1.6     | 0.3    | 0.9    | 16.4   |
| 1989     | Denver    | 2      | 0      | 18.0   | .143  | .000   | .750  | 5.5     | 0.5     | 0.5    | 0.5    | 4.0    |
| 1991     | Milwaukee | 3      | 3      | 23.7   | .391  | .000   | .909  | 4.0     | 1.0     | 1.0    | 0.3    | 9.3    |
| 1995     | Phoenix   | 10     | 0      | 14.6   | .379  | .000   | .875  | 2.0     | 0.8     | 0.3    | 0.3    | 2.9    |
| 1996     | Miami     | 2      | 0      | 8.5    | .750  | .000   | .500  | 2.0     | 0.0     | 0.0    | 0.0    | 3.5    |
| 1997     | Orlando   | 5      | 2      | 18.4   | .391  | .000   | .500  | 2.4     | 1.0     | 0.4    | 0.2    | 4.4    |
| 1999     | Orlando   | 1      | 0      | 8.0    | .000  | .000   | .000  | 0.0     | 0.0     | 0.0    | 0.0    | 0.0    |
| Carrière | Carrière  | 69     | 22     | 20.5   | .518  | .000   | .823  | 4.8     | 1.1     | 0.4    | 0.7    | 7.8    |